# Janusz Waluś
Janusz Jakub Waluś (Zakopane, 14 de nero de 1953) es un asesino convicto polaco de Goral. Tuvo la doble ciudadanía polaca-sudafricana desde 1986 hasta que se revocó su ciudadanía sudafricana en 2017. Waluś cumple cadena perpetua en C-Max en Pretoria por el asesinato en 1993 de Chris Hani, secretario general del Partido Comunista de Sudáfrica y jefe de personal de Umkhonto we Sizwe (MK), el brazo armado del Congreso Nacional Africano (ANC). A Waluś se le negó la libertad condicional cuatro veces, antes de que el Tribunal Constitucional ordenara su libertad condicional en noviembre de 2022. Antes de que pudiera ser puesto en libertad, fue apuñalado mientras aún estaba en prisión.

## Biografía
Janusz Waluś nació en Zakopane, en la Polonia gobernada por los comunistas, y en 1981 emigró a Sudáfrica para reunirse con su padre y su hermano, quienes habían llegado a Sudáfrica en la década de 1970 y establecieron una pequeña fábrica de vidrio. Después de que la empresa familiar quebrara algunos años más tarde, Waluś, entonces camionero, se unió tanto al Partido Nacional como al Afrikaner Weerstandsbeweging, involucrándose cada vez más en la política de extrema derecha que apoyaba el régimen del apartheid de Sudáfrica.

## Asesino de Chris Hani
El asesinato de Chris Hani tuvo lugar el sábado de Pascua, 10 de abril de 1993, un momento en que se estaban llevando a cabo las negociaciones para poner fin al apartheid. Waluś condujo hasta la casa de Chris Hani en Boksburg, Johannesburgo, alrededor de las 10:20 am. Hani acababa de regresar a casa y, cuando salió de su automóvil, Waluś gritó su nombre, a lo que Hani se dio la vuelta y recibió un disparo en el cuerpo y luego tres veces en la cabeza. Hani murió en el lugar, mientras que Waluś huyó. Un vecino notó el registro del automóvil que huía de la escena, lo que resultó en la captura de Waluś.
Aunque Waluś negó cualquier participación en el asesinato, cometió el error de asumir que uno de los policías era derechista y expuso su propia historia. Una investigación exhaustiva reveló que Clive Derby-Lewis había instigado el asesinato y organizado la adquisición del arma para Waluś. La policía encontró una lista negra que sugería que Hani era el tercer objetivo en la lista de Waluś y Derby-Lewis, que también incluía los nombres y direcciones de Nelson Mandela y Joe Slovo, entre otros.

## Encarcelamiento y sentencia
Janusz Waluś y Clive Derby-Lewis fueron condenados a muerte por sus acciones, pero tras la abolición de la pena de muerte en Sudáfrica, su sentencia fue conmutada por cadena perpetua. Con la introducción de la Comisión de la Verdad y la Reconciliación después del apartheid, Waluś solicitó amnistía, lo que le daría la libertad condicional. Después de una extensa investigación, la comisión descubrió que él y Derby-Lewis no estaban actuando por orden superior y rechazó la amnistía; permaneció en prisión. Clive Derby-Lewis fue liberado de la prisión con libertad condicional médica en junio de 2015 después de cumplir 22 años; murió el 3 de noviembre de 2016 de cáncer de pulmón..
El 10 de marzo de 2016, el Tribunal Superior de Pretoria dictaminó que Waluś debería ser puesto en libertad condicional. El Departamento del Interior indicó en septiembre de 2016 que Waluś sería despojado de su ciudadanía sudafricana y deportado a Polonia si salía en libertad condicional.
En mayo de 2017, el ministro de Justicia, Michael Masutha, presentó una solicitud ante el Tribunal Supremo de Apelaciones de Bloemfontein para anular la libertad condicional de Waluś. Reunido el 29 de mayo, el tribunal se reservó el juicio en el caso, citando una irregularidad procesal relacionada con la declaración de impacto de la víctima de la familia Hani. Durante la audiencia, el abogado de Waluś, Roelof du Plessis, afirmó que el Departamento del Interior había revocado la ciudadanía sudafricana de su cliente "solo unas semanas" antes, y que se había emitido una orden de deportación. El 18 de agosto de 2017, la Corte Suprema de Apelaciones anuló la libertad condicional de Waluś, una decisión que fue bien recibida por la SACP.
El 16 de marzo de 2020, el ministro de Justicia, Ronald Lamola, le negó nuevamente la libertad condicional a Waluś. En noviembre de 2022, el Tribunal Constitucional falló a favor de la apelación de Waluś contra estas decisiones y ordenó su libertad condicional. Fue apuñalado y herido en la cárcel cuando estaba a punto de ser liberado.